# Farmakon
Farmakon war eine finnische Progressive-Death-Metal-Band aus Tampere, die im Jahr 2001 gegründet wurde und sich 2010 auflöste.

## Geschichte
Die Gründung der Band geht auf den Frühling 2000 zurück, als Toni Salminen das Opeth-Lied Still Life Marko Eskola vorspielte. Eskolo begann daraufhin sich für den gutturalen Gesang zu interessieren, wohingegen er vorher bereits als Funk-Sänger Erfahrung vorweisen konnte. Im Winter erlernte er im Alleingang den Gesangsstil von Mikael Åkerfeldt. Zusammen mit Salminen arbeitete er an den ersten Liedern und auch Riku Airisto, Schlagzeuger bei seiner vorherigen Band Planar Gallery, und der Gitarrist Lassi Paunonen, den Eskola von Party kannte, stießen bald hinzu. Im April 2001 wurde daraufhin Farmakon gegründet. Eskola übernahm in der Gruppe neben dem Gesang auch den Bass.
Nachdem die Gruppe die ersten drei Lieder entwickelt hatte, begab sie sich ins Studio, um diese zu proben und aufzunehmen. Kurzzeitig dachte man darüber nach, das Projekt wieder zu beenden, da die Mitglieder noch an anderen Projekten beteiligt waren, diese Idee wurde jedoch schon bald wieder verworfen. Einige Tage nachdem die Lieder bei MP3.com hochgeladen worden waren, erreichte die Band durch Lee Berrett (Ex-Extreme Noise Terror) einen Vertrag bei seinem Label Elitist Records, das zu Earache Records gehörte, im September 2002. Im Februar und März 2003 begab sich die Band in dasselbe Studio wie zuvor, um dort das Debütalbum A Warm Glimpse unter der Leitung von Pirkka Rännäli aufzunehmen. Das Album erschien noch im selben Jahr. Danach kam Matti Auerkallio als neuer Schlagzeuger zur Band. Nach dem Zerfall von Elitist Records wechselte die Gruppe zu Four Seasons Records, worüber 2007 das zweite Album Robin erschien. Danach verließ der Gitarrist Lassi Paunonen die Band, wofür der Live-Gitarrist Kim Wirzenius hinzukam. Zudem arbeitete die Band an einem neuen Album mit dem Arbeitstitel Syan. 2008 wurde das Hinzukommen des neuen Bassisten Pekka Kauppila verkündet, sowie dass Riku Airisto zur Band zurückkehren würde, um auf Syan das Schlagzeug zu spielen. Etwas später wurde die Veröffentlichung von Robin in den USA bei Candlelight Records bekanntgegeben. Im September 2010 wurde die Auflösung der Band vermeldet. Syan wurde nie veröffentlicht.

## Stil
Laut Eduardo Rivadavia von Allmusic werfe man der Band oft vor, Opeth zu kopieren. Auch Martin Wickler fand in seiner Rezension zu A Warm Glimpse Vergleiche mit Bands wie Opeth oder Mr. Bungle nicht abwegig, wobei Farmakon an diese Bands nicht rankomme. Als Basis diene „skandinavischer Death Metal, satt gewürzt mit einer Prise Siebziger-Prog-Rock, Funk und Jazz sowie einer kleinen Überdosis chemischer Substanzen“.

## Diskografie
- 2001: Farmakon (Demo, Eigenveröffentlichung)
- 2002: My Sanctuary in Solitude (Demo, Eigenveröffentlichung)
- 2003: A Warm Glimpse (Album, Elitist Records)
- 2007: A Temporary Death (Single, Eigenveröffentlichung)
- 2007: Robin (Album, Four Seasons Records)